# Katona Twins

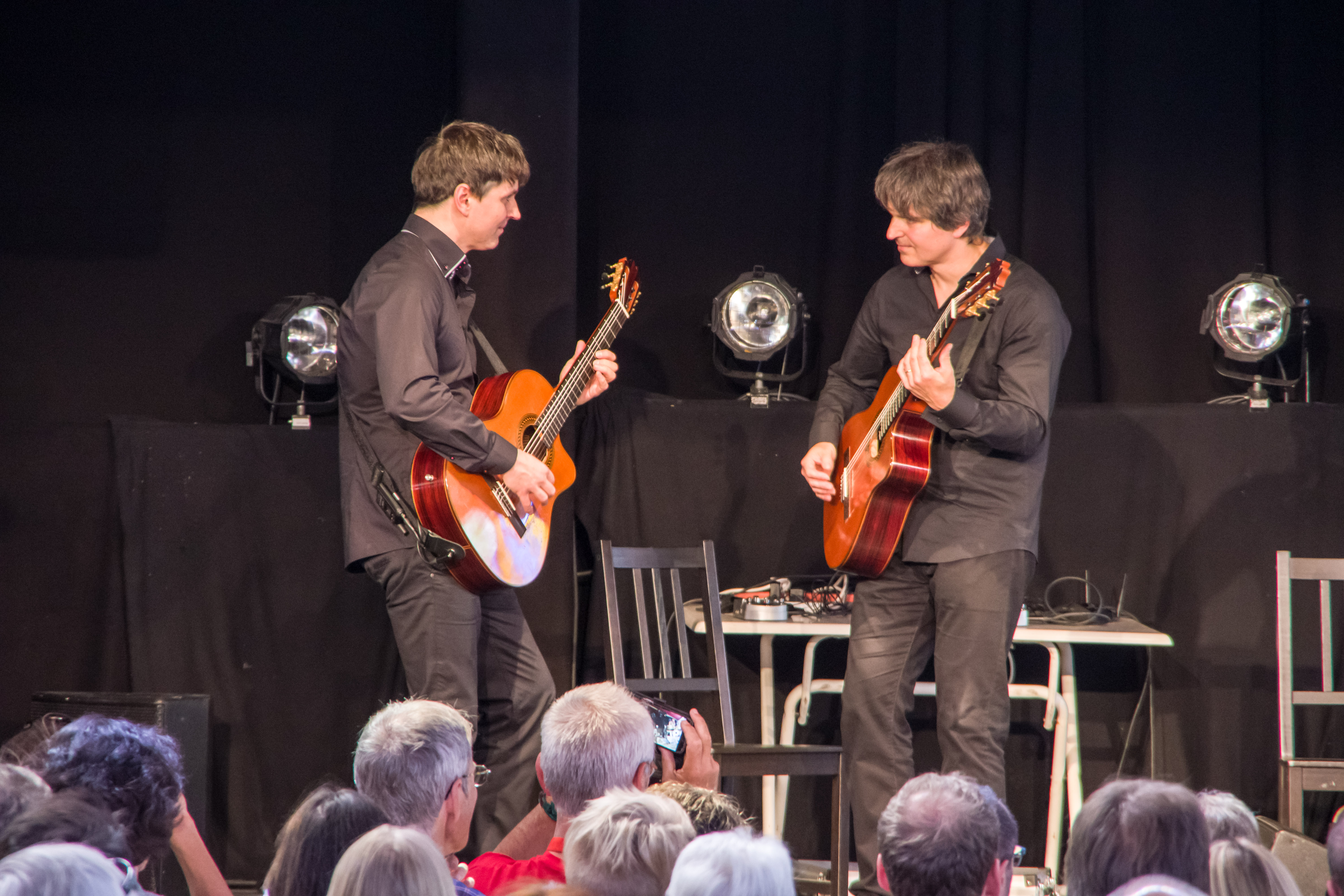
Katona Twins in Freiburg (2017)

Katona Twins is een Hongaars gitaristenduo.
Het repertoire van het duo is breed, van klassiek tot tango. De broers voeren op hun eigen manier klassieke werken uit van Händel, Vivaldi en Bach, waarbij ze invloeden van andere muziekstijlen als flamenco en rock verwerken.

## Biografie
De een-eiïge tweeling Peter en Zoltán Katona (Boedapest, 1968) begon op tienjarige leeftijd met gitaar spelen. Ze volgden een opleiding aan de Béla Bartók-muziekschool in hun geboorteplaats en vervolgden de studie in Duitsland, eerst in Kassel en later aan de Hochschule für Musik und Darstellende Kunst Frankfurt am Main. Ze verhuisden naar Engeland, waar ze lessen volgden aan de Royal Academy of Music in Londen. Het tweetal woont tegenwoordig in Liverpool en geeft masterclasses aan jonge musici.
Het duo toert sinds 1998 wereldwijd en trad onder meer op in Carnegie Hall (Engeland), Lincoln Center (Verenigde Staten), Concertgebouw (Nederland), en in de Alte Oper (Duitsland). Het heeft diverse (muziek)prijzen gewonnen, waaronder de eerste prijs van het Concours International de Guitarre en Duo in Frankrijk (1993), de Culturele Prijs van Kassel (1993) en de Borletti-Buitoni Prijs (2004).

## Discografie
De albums van Katona Twins worden uitgebracht door het Nederlandse platenlabel Channel Classics Records.
- Isaac Albéniz, España, Iberia, Mallorca (1997)
- Scarlatti & Handel (1998)
- Concierto Madrigal; Tonadillas (2002)
- Ástor Piazzolla, Le Grand Tango (2004)
- Piazzolla, Granados, De Falla, Mozart
- Vivaldi (2007)
- Manuel De Falla (2009)